# حسان عزون
حسان عزون من مواليد 28 سبتمبر 1979 وهو رياضي جزائري ينافس في الجودو ، فائز بميدالية في دورة الألعاب الأفريقية عام 2007 ، و ست (6) ميداليات في بطولة الجودو الأفريقية بين سنتي 2004 و2010 .

## احصائيات
| دورة الألعاب الأفريقية | دورة الألعاب الأفريقية        | دورة الألعاب الأفريقية | دورة الألعاب الأفريقية |
| السنة                  | المكان                        | الميدالية              | الفئة                  |
| ---------------------- | ----------------------------- | ---------------------- | ---------------------- |
| 2007                   | الجزائر ( الجزائر)            | برونزية                | –100 kg                |
| بطولة الجودو الأفريقية |                               |                        |                        |
| السنة                  | المكان                        | الميدالية              | الفئة                  |
| 2004                   | تونس ( تونس)                  | برونزية                | --                     |
| 2005                   | بورت إليزابيث ( جنوب إفريقيا) | برونزية                | –100 kg                |
| 2006                   | بورت لويس ( موريشيوس)         | فضية                   | –100 kg                |
| 2008                   | أغادير ( المغرب)              | ذهبية                  | –100 kg                |
| 2009                   | بورت لويس ( موريشيوس)         | فضية                   | –100 kg                |
| 2010                   | ياوندي ( الكاميرون)           | برونزية                | –100 kg                |

## روابط خارجية
- حسان عزون على موقع JudoInside.com (الإنجليزية)
- حسان عزون على موقع اللجنة الأولمبية الدولية (الإنجليزية)
- حسان عزون على موقع أوليمبيديا (الإنجليزية)